# Arenaria musciformis
Arenaria musciformis är en nejlikväxtart som beskrevs av José Jéronimo Triana och Planch. Arenaria musciformis ingår i släktet narvar, och familjen nejlikväxter. Inga underarter finns listade i Catalogue of Life.